# Stanley Spencer
Pour les articles homonymes, voir Spencer.
Stanley Spencer (Cookham, le 30 juin 1891 - Cliveden, le 14 décembre 1959) est un artiste britannique. Comparée à Blake, Füssli ou Palmer par la critique britannique, l'œuvre singulière de Stanley Spencer s'est élaborée à l'écart des grands courants de l'art moderne. Elle se compose aussi bien de scènes inspirées de la Première Guerre mondiale, que de scènes bibliques, satiriques ou érotiques et forme un ensemble significatif de l'art britannique de l'entre-deux-guerres.

## Biographie

### Jeunesse et formation
Septième fils d'une famille de onze enfants, Stanley Spencer naît dans une atmosphère artistique et culturelle : son père est musicien professionnel et son grand-père un passionné d'astronomie. Son frère cadet, Gilbert Spencer (1892-1979) deviendra un peintre réputé. Dès quatorze ans, il pratique le dessin. À seize ans, il se concentre sur le dessin d'architecture. En 1909, après une année préparatoire à la Windsor School of Art, il s'inscrit à la Slade School of Fine Art de l'University College de Londres ou il a Dora Carrington, Mark Gertler, Paul Nash, Edward Wadsworth, Isaac Rosenberg et David Bomberg pour collègues. Il se lie surtout avec Henry Lamb, alors auteur d'une des œuvres marquantes de la peinture britannique moderne, The Death of a Bretonne (1910). Pendant trois ans, il y subit l'influence des primitifs italiens et des maîtres du quattrocento qu'on peut repérer de temps à autre dans son œuvre picturale. De retour à Cookham, il peint son village et en 1912 The Nativity, œuvre traduisant la double influence des préraphaélites et du symbolisme français. Avec The Apple Gatherers, peint la même année et Zacharias and Elisabeth (1913), les distorsions audacieuses et l'intensité expressive des postures l'éloignent déjà du style idyllique et décoratif de ces modèles esthétiques. La Résurrection, qu'il dépeint dans The Resurrection of God and Bad (1914) deviendra par la suite son thème de prédilection. 

### La maturité
Pendant la Première Guerre mondiale, il sert pendant quatre ans, d'abord à l'hôpital de guerre de Bristol, ensuite sur le front macédonien. De retour à Cookham de 1919 à 1926, il transcrit son expérience macédonienne de la guerre dans des œuvres comme Travois Arriving with Wounded at a Dressing Station, Smol, Macedonian et Camp at Kalinova. Il peint également une série de paysages exprimant la joie du retour au foyer. Les effets de la guerre sur la maturation de son œuvre sont manifestes : le style, moins naïf et fantaisiste, gagne en puissance et en originalité, il se rapproche des visions de Blake et Füssli et fait preuve d'une iconographie toujours inventive.
Parmi les œuvres emblématiques de cette époque se distinguent The Last Supper (1920), Christ Carrying the Cross, The Betrayal (1922) et surtout, The Resurrection, Cookham (1923-36), le chef-d'œuvre exposé de son vivant à la Tate Gallery. En 1923, il entame une série d'études préparatoires consacrées à la guerre. À la vue de ses études, Mr. et Mrs. Louis Behrend commandent à Spencer une série de peintures murales et font ériger la Sandham Memorial Chapel The Oratory of All Souls and Almhouses à Burghclere, qui doit les contenir. Spencer y travaille de 1926 à 1932. La série comprend notamment Resurrection of Soldiers et reflète des influences maniéristes et baroques alors que Drawing Water est marqué par les conceptions de Uccello dans la Bataille de San Romano. Les fresques de la chapelle sont considérées comme l'une des œuvres majeures de l'art britannique du XXe siècle. Pendant les années 1930, bien qu'il lui arrive de peindre des paysages et des fleurs, l'intérêt pour des préoccupations sexuelles influencées par une symbolique freudienne et parfois proche de la Nouvelle Objectivité se fait jour. Si une simple scène de village comme Sarah Tubb and the Heavenly Visitors est acclamée à l'Exposition Internationale de Carnegie (1933), ses autres œuvres s'éloignent de la vision idyllique de Cookham et traduisent des obessions érotiques et névrotiques, telles que The Dustman (1934), Sunflower and dog Workship (1937), Adoration of Old Men (1937). Il peint aussi des thèmes religieux comme Saint François et les Oiseaux et une Tentation de saint Antoine. Durant la Seconde Guerre mondiale, il peint une série d'œuvre sur le thème du Christ dans le désert et reçoit une importante commande du Comité des Artistes de Guerre, pour peindre un groupe de panneaux muraux sur le thème des chantiers navals de Glasgow sur la Clyde. Il retourne ensuite à son thème de prédilection, la Résurrection : The Resurrection with the Raising of Jairus' Daughter (1947), La Résurrection au Port de Glasgow (1947-50).
En 1950 il devient membre de la Royal Academy. En 1955, la Tate Galerie lui consacre une rétrospective et l'année de sa mort, il est fait chevalier.

## Son œuvre picturale

### Thématique des œuvres
Une grande partie des œuvres de Spencer dépeint des scènes bibliques comme la crucifixion ou le miracle de la Résurrection. Le thème de la Résurrection est souvent traité par Spencer sous la forme de triptyques, en référence au mystère de la Trinité et plus encore avec sa conception de l'individualité, conçue comme une dualité réunie ou séparée par un intermédiaire. Pour Spencer la Résurrection est l'occasion de montrer la réconciliation du peuple, de la famille et de l'amour Toutefois, ces scènes ne se produisent pas en Terre sainte, comme on pourrait le supposer, mais à Cookham, le petit village où il a grandi et passé la majeure partie de sa vie. Une des particularités de Spencer est de conférer à Cookham une dimension céleste, paradisiaque, en rapport avec le paradis de son enfance. La peinture religieuse de Spencer est donc chargée d'une signification miraculeuse en rapport avec la rédemption de l'humanité que Cookham lui permet de résumer et de condenser, mieux que Rome ou Jérusalem, à la façon d'une allégorie personnelle. Ainsi, à travers une iconographie évoquant des sentiments et des souvenirs personnels, Spencer souhaite explorer et atteindre les vérités spirituelles les plus universelles. 
L'œuvre de Spencer se développe essentiellement à l'intérieur du cadre fournit par les deux guerres mondiales. Pour avoir joué un rôle de soldat ayant marqué sa mémoire d'une trace indélébile, durant la première et d'artiste officiel durant la seconde, la guerre est l'autre thème essentiel de son œuvre. Si certains de ses tableaux comme Travois Arriving with Wounded at a Dressing Station, sont conservés a l'Imperial War Museum, Spencer n'est pas seulement l'un des principaux artistes de guerre britanniques avec Sutherland, Nash ou Moore. Le soldat joue un rôle prépondérant dans la mythologie personnelle de Spencer : autant Cookham représente le paradis de son enfance, autant l'enfer de la guerre en est la parfaite antithèse. Pour Spencer, c'est le rôle sacrificiel joué par le soldat, qui le place parmi les élus promis à la gloire de la Résurrection, dont Cookham est le lieu propice.
Le dernier thème majeur de Spencer est l'amour, pas seulement dans son sens spirituel, comme dans ses œuvres religieuses, mais aussi au sens personnel et privé, avec sa dimension érotique et fantasmatique. Comme pour Cookham et la guerre, l'implication autobiographique est le moteur principal de la présence du thème de l'amour dans son œuvre picturale. 
En 1925, Spencer épouse Hilda Carline, alors étudiante à la Slade et sœur de l'artiste Richard Carline. Deux filles naissent de cette union. Carline divorce de Spencer en 1937. Une semaine plus tard, il épouse l'artiste Patricia Preece, qu'il avait rencontré à Cookham. Étant lesbienne, elle refuse de consommer le mariage, mais accepte de poser nue pour son mari. Lorsque cette relation atypique cesse, il continue sur le mode chaste une relation avec Hilda, atteinte de dépression nerveuse. Hilda décède d'un cancer en novembre 1950. Ce douloureux contexte nourri de frustration sexuelle explique le caractère ironique et désabusé des œuvres intimes qu'il produit alors. Il s'agit pour la plupart de nus féminins avec ou sans la présence de Spencer lui-même : Portrait aux deux nus (1936), Self Portrait with Patricia Preece (1937). Jacques Lacan a contribué à mieux les faire connaître en les nommant hommelette, parce qu'elles contiennent des allusions psychanalytiques comme la présence du chien au pied du lit, symbole d'énergie sexuelle, ici refoulée.

### Styles et composition
Dans son œuvre picturale, Spencer utilise trois styles différents, chacun lié à une technique et une iconographie particulières :
Le premier style est académique et s'inspire de l'art allemand du XVIe siècle ainsi que du réalisme de Courbet. On en trouve des exemples dans ses dernières œuvres comme le portrait de Dame Mary Cartwright (1958), un autoportrait tardif, les paysages de Cookham, les natures mortes et des peintures érotiques utilisées pour un cycle de sujets religieux.
Le second style est d'inspiration médiévale. Il reflète, parmi d'autres, les influences de Giotto et Cimabue. C'est le style le plus connu. Il l'utilise dans les peintures murales de la chapelle de Sandham, les résurrections, les scènes de village et les scènes domestiques et dans une œuvre inachevée comme Christ Preaching at Cookham Regatta. Dans ses sujets religieux, outre la forme du triptyque, la composition est conçue sur un principe de juxtaposition évoquant parfois le collage avec une grande abondance de détails attestant une imagination visionnaire et débordante. 
Le troisième style est le plus personnel. C'est un style légèrement caricatural et teinté d'humour noir. On le retrouve dans des sujets comme les Béatitudes, les Tentations, les sujets autobiographiques tels que Love Letters et The Dustbin, Cookham et dans les peintures à connotations sexuelles. N'hésitant pas à sacrifier l'exactitude anatomique pour mieux exprimer ses obsessions, la critique a également souligné son rendu très particulier de la chair humaine à la texture flasque, relâchée et l'aspect livide de la peau qui anticipent largement les portraits et les nus de son compatriote Lucian Freud.

## Collections permanentes
- Tate Gallery, Londres :
  - Self-Portrait, 1914
  - The Bridge, 1920
  - The Sword of the Lord and of Gideon, 1921
  - Rickets farm. Cookham dene, 1938
  - The Red House. Wangford, 1926
  - Turk's Boatyard. Cookham, 1930
  - Turkeys, 1925
  - Swan Upping at Cookham, 1915-19
  - Daphne, 1940
- Stanley Spencer Gallery, Cookham :
  - Christ Overturning the money changers'table, 1921
  - Saint Veronica Unmasking Christ, 1921
- Nottingham Castle Museum and Art Gallery :
  - Landscape. Cookham Dene, 1939
- Birmingham Museum & Art Gallery :
  - Marsh Meadows. Cookham, 1943
  - Rock Garden. Cookham Dene, 1942
  - The Psychiatrist, 1945
- Fitzwilliam Museum, Cambridge :
  - Sarajevo, Bosnia, 1922
  - Self-Portrait, 1939
- Walker Art Gallery, Liverpool :
  - Terry's Lane, Cookham, 1932
- Rugby Borough Council :
  - Portrait of Richard Carline, 1923
- Worthing Art Gallery :
  - The Furnace Man, 1945-50
- Lady Margaret Hall (Oxford), Lynda Grier Collection :
  - Cookham Rise: Cottages, 1935-36
- National Art Gallery of New Zealand, Wellington.
  - Joachim among the shepherds, 1913
- Vancouver Art Gallery :
  - Alpine Landscape, 1933
- Rodchale Art Galleries :
  - Bellrope Meadow, 1936
- Aberdeen Art Gallery :
  - Clipped Yews, 1935
- Carlisle City Museum and Art Gallery :
  - Cookham,1914
- Santa Barbara Museum of Art :
  - Oxfordshire Landscape, 1939
- Galerie d'Art de Nouvelle-Galles du Sud, Syndey, Australie :
  - Cookham Look, 1935
  - Garden Stud, 1947
- Musée national d'Australie-Méridionale, Adelaïde, Australie :
  - Garden View. Cookham Dene, 1938
  - Garden Scene. Port Glasgow, 1944
- Carrick Hill, Adelaïde :
  - The Harbour. St Ives, 1937
  - Wet Morning. St Ives, 1937
  - Zermatt, 1935
  - From the Artist's Studio, 1938
- Warwick District Council, Art Gallery and Museum, Royal Leamington Spa :
  - Cookham Rise, 1938
- Leeds Art Gallery :
  - Gardens in the Pound. Cookham, 1936
  - Hilda, Unity and Dolls, 1937
  - The Sisters, 1940
- Ferens Art Gallery, Hull :
  - Greenhouse and Garden, 1937
  - Tree and Chicken Coops, Wangford.
- Musée des beaux-arts du Canada, Ottawa, Canada :
  - Landscape with Magnolia. Odney club, 1938
  - Portrait of Miss Elizabeth Wimperis, 1939
- Musée des beaux-arts de l'Ontario, Toronto, Canada :
  - The Jubilee tree. Cookham, 1936
- Galerie d'art Beaverbrook, Fredericton, Canada :
  - Self-Portrait, 1944
- Tatham Art Gallery, Pietermaritzburg, Afrique du Sud :
  - River Nareta, Mostar, 1922

### Source
- (en) Cet article est partiellement ou en totalité issu de l’article de Wikipédia en anglais intitulé « Stanley Spencer » (voir la liste des auteurs).